# Whitehead Hicks
Whitehead Hicks est un juriste américain, 42e maire de New York entre 1766 et 1776, et juge à la Cour suprême de New York.